# Zénó Terplán

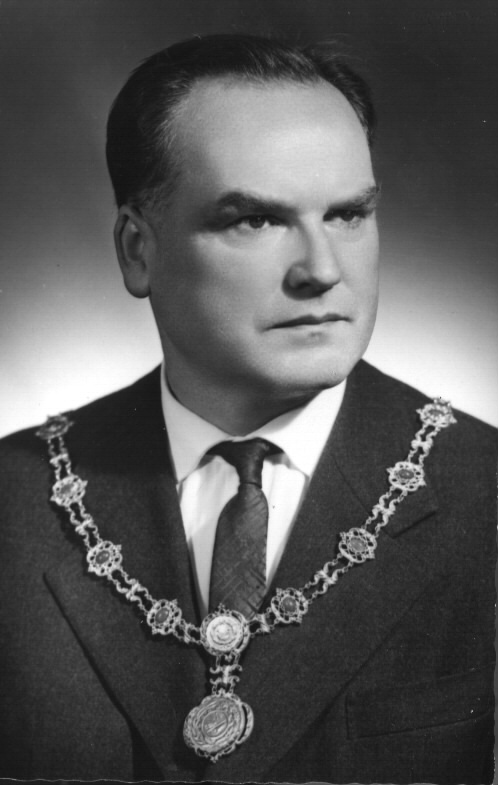
Mit der Dekanatskette

Zénó Terplán (* 25. Mai 1921 in Hegyeshalom; † 16. Januar 2002 in Miskolc) war ein ungarischer Maschinenbauingenieur, Professor, Mitglied der Ungarischen Akademie der Wissenschaften und Gründungsleiter der Abteilung Maschinenelemente an der 1949 gegründeten Technischen Hochschule für Schwerindustrie.

## Leben und Wirken
Zénó Terplán wurde in Hegyeshalom an der Westgrenze Ungarns geboren. Sein Vater Oliver Terplán war Eisenbahner, seine Mutter Emma Tamási war Verwaltungsangestellte. Er absolvierte die zweisprachige (deutsch-ungarisch) Grundschule in Kőszeg. Das Gymnasium besuchte er bei den Benediktinern in Győr. Seine Noten in naturwissenschaftlichen Fächern ermöglichten ihm ein Hochschulstudium an der Technischen Universität  József Nádor in Budapest. Den Grad „Dipl.-Ing.“ erhielt er 1943 und arbeitete weiter bei Ábrahám Pattantyús als Assistent und später als Adjunkt.
1949 in Miskolc gründete er den Lehrstuhl für Maschinenelemente an der Technischen Universität für Schwerindustrie. Mit 28 Jahren wurde er zum Lehrstuhlleiter und drei Jahre später zum Professor an der Technischen Universität für Schwerindustrie in Miskolc ernannt. 1952 wurde er Vizerektor. 1964 wurde er Dekan der Fakultät für Maschinenbau.
Er unterrichtete 108 Semester an der Universität. Er publizierte mehrere Bücher in ungarischer und deutscher Sprache – insbesondere die Bücher über Planetengetriebe waren sehr bekannt.
Er kümmerte sich auch sehr um die Geschichte der Universität, die Wissenschaft, und um den Maschinenbauberuf. Viele Jahre leitete er das Geschichtskomitee der Universität.  Mehr als 500 Publikationen und Vorträge sind mit seinem Namen verbunden.
Von 1981 bis 1990 war er Präsident der GTE (Wissenschaftlicher Verein für Maschinenbau). Er war sehr aktiv in IFTOMM (International Federation for the Theory of Machines and Mechanisms) und versuchte schon damals Ost und West zusammenzubringen. Er hatte den Titel „Dr.-Ing.“, „Doktor der Wissenschaften“, „Korrespondierendes Mitglied“ und ab 1995 „Ordentliches Mitglied der Ungarischen Akademie der Wissenschaften“.
Er arbeitete an der Dezentralisierung der Ungarischen Akademie der Wissenschaften mit und eröffnete die Akademie in Miskolc in 1979. Von 1979 bis 1990 war er Sekretär und dann Präsident bis 1996.
1994 erhielt er den Széchenyi-Preis und 1995 wurde er Ehrenbürger der Stadt Miskolc. Im Mai 2001 wurde sein 80. Geburtstag von seinen Kollegen, Studenten und Bewunderern mit einer zweitägigen Konferenz gefeiert. Zu Ehren zum 100. Geburtstag von Professor Zénó Terplán organisierte die Ungarische Akademie der Wissenschaften am 25. Mai 2021 eine Online-Festveranstaltung.

## Ehrungen (Auswahl)
- 1958 – Pattantyús-Preis, GTE (Wissenschaftlicher Verein für Maschinenbau)
- 1973 – Akademie-Preis, MTA (Ungarische Akademie der Wissenschaften)
- 1981 – Ehrendoktor, Technische Universität Magdeburg
- 1987 – Senior Member, SME (Society of Manufacturing Engineers)
- 1989 – Korrespondierendes Mitglied, VDI (Verein Deutscher Ingenieure)
- 1990 – Korrespondierendes Mitglied, MTA (Ungarische Akademie der Wissenschaften)
- 1991 – Ehrendoktor, Montanuniversität Leoben
- 1994 – Széchenyi-Preis
- 1994 – Eur. Ing. (Europa Ingenieur), FEANI (Föderation Europäischer Nationaler Ingenieurverbände)
- 1995 – Ehrenbürger der Stadt Miskolc
- 1995 – Ordentliches Mitglied der Ungarische Akademie der Wissenschaften
- 2001 – József Nádor-Medaillon